# Himlakroppars förmåga att hysa liv

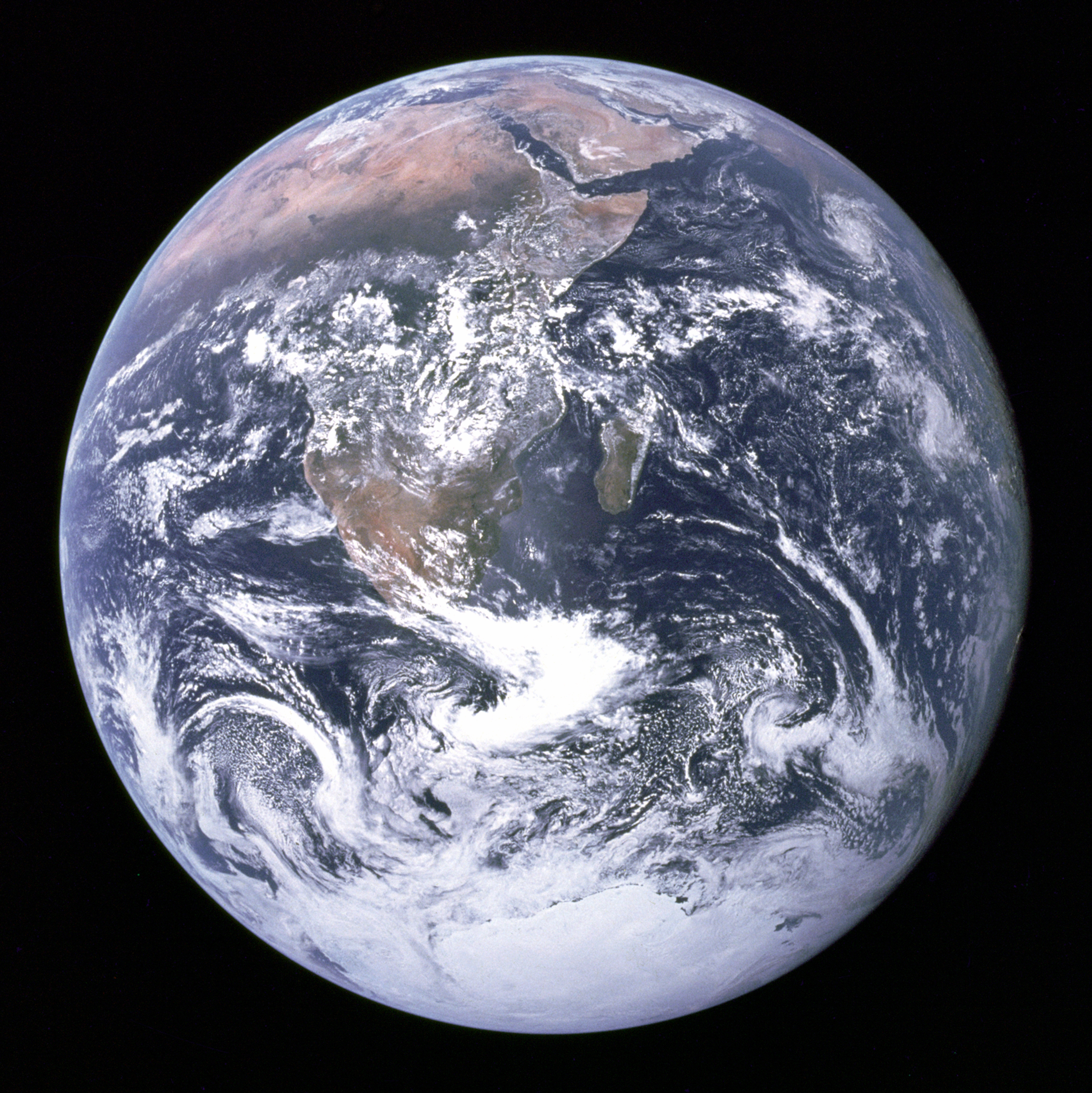
Att förstå en planets beboelighet är delvis en extrapolering av jordens förhållanden, då det är den enda planeten vi vet stödjer liv.

Himlakroppars förmåga att hysa och utveckla liv varierar. Eftersom existensen av liv bortom jorden för närvarande inte har bekräftats är planeters beboelighet mycket en extrapolering av förhållandena på jorden samt solens och solsystemets karakteristiska drag. Som tydligt kan ses så främjar inte dessa förhållanden endast enkelt encelligt liv utan även stora komplexa flercelliga organismer under en lång sammanhängande period. Forskning inom dessa områden är en del av den planetära astronomin och den relativt nya disciplinen astrobiologi.
En absolut förutsättning för liv är en energikälla, men för att en planet ska kunna stödja liv måste många andra geofysiska, geokemiska och astrofysiska kriterier uppfyllas. NASA har definierat det främsta kriteriet för liv som "omfattande regioner med vatten, förhållanden fördelaktiga för skapandet av komplexa organiska molekyler och energikällor för att uppehålla metabolismen."
Tanken att planeter bortom jorden kanske hyser liv är uråldrig, men historiskt var det en lika mycket filosofisk fråga som en naturvetenskaplig fråga. Under den senare delen av 1900-talet kom två genombrott på området. Observationer av andra planeter och månar inom solsystemet har gett viktig information för att definiera kriterier för beboelighet och har möjliggjort noggranna geofysiska jämförelser mellan jorden och andra objekt. Upptäckten av exoplaneter med början under 1990-talet har gett vidare värdefull information om möjligheterna för utomjordiskt liv. Framförallt har man konstaterat att solen inte är unik bland stjärnorna med sina planeter, vilket har expanderat sökandet efter beboeliga planeter utanför solsystemet. 

## Lämpliga stjärnsystem
Trots att objekt som är generellt jordlika kan vara vanliga i universum, är det lika viktigt att dess omgivning är fördelaktig för liv. Planeternas stjärnor är därför det mest grundläggande vad gäller beboelighet. Inom SETI:s Project Phoenix har man utvecklat "HabCat", ett försök att katalogisera de stjärnsystem som ser ut att kunna hysa liv. Denna samling skapades genom att gå igenom närmare 120 000 stjärnor i den större Hipparkoskatalogen och minska ner den till en grupp av ungefär 17 000 stjärnor, så kallade "HabStars". Kriterierna som användes ger en bra startpunkt för att förstå de astrofysiska faktorer som är nödvändiga för beboeliga planeter.

### Spektralklass
En stjärnas spektralklass beror på dess fotosfäriska temperatur, vilket för huvudseriestjärnor lika väl kan översättas till massa. För närvarande anses stjärnor av spektralklassen "G" samt delar av klasserna "F" och "K" vara mest intressanta. Detta motsvarar i temperatur ett omfång på mellan 4 000K och 7 000K. Solen, med en spektralklass på G2 är väl inom dessa gränser. "Medelklasstjärnor" av den här typen har ett antal karakteristiska drag som anses viktiga för eventuella planeters beboelighet:
- De lever åtminstone 5 miljarder år, vilket ger liv en chans att utvecklas. Mer ljusstarka huvudseriestjärnor av de varmare klasserna "O", "B" och "A" lever vanligen mindre än en miljard år och extremt heta, och därmed massiva, stjärnor kan ha en livslängd på så lite som 10 miljoner år.[3][b]
- De sänder ut tillräckligt med ultraviolett strålning för att utlösa viktiga atmosfäriska effekter såsom skapandet av ett ozonlager, men inte så mycket att joniseringen förstör liv som har uppstått.[4]
- Flytande vatten kan existera på ytan av planeter som inte ligger så nära att planeternas ena sida låses fast mot stjärnan av tidvattenkrafter i en bunden rotation (liksom månen som alltid vänder samma sida mot jorden).

Detta omfång av stjärnor motsvarar förmodligen mellan 5 och 10 % av stjärnorna i Vintergatan, det vill säga ett tiotal miljarder stjärnor bara i vår galax. Om de svagare "K"- och "M"-klasstjärnorna (röda dvärgar) också är lämpliga för beboeliga planeter, är kanske den viktigaste obesvarade frågan i hela fältet då dessa stjärnor är mycket vanliga. Gliese 581 c, en planet som brukar betecknas som en "superjord" har upptäckts i den beboeliga zonen hos en röd dvärg och kan härbärgera flytande vatten.

### En stabil beboelig zon
En beboelig zon är ett teoretiskt område som omger en stjärna i vilken en planet som befinner sig där skulle kunna ha flytande vatten på dess yta. Efter en energikälla anses flytande vatten som den viktigaste ingrediensen för liv, detta eftersom det är fullständigt avgörande för allt liv på jorden. Detta kan förstås bero på att jorden är en vattenrik värld och vara en felaktig slutsats av en vattenbaserad art. Om liv upptäcks som inte använder sig av vatten, till exempel i flytande ammoniak, kommer den beboeliga zonen att kunna utökas dramatiskt.
En stabil beboelig zon kräver två förhållanden. Området som zonen täcker bör först och främst inte variera stort med tiden. Alla stjärnor ökar sin luminositet med tiden och en beboelig zon flyttas därmed efterhand utåt, men om det händer för fort (till exempel med supermassiva stjärnor), kommer planeter bara befinna sig i zonen en kort period och har en motsvarande lägre chans att hinna utveckla liv. Att beräkna omfånget av den beboeliga zonen är aldrig enkelt, till exempel kommer återkopplingsmekanismer som kolcykeln påverka temperaturen. Antaganden om atmosfära förhållanden och geologi har därmed en stor påverkan på zonens omfång, likaså med stjärnornas utveckling. Den föreslagna beboeliga zonen för solen till exempel har varierat stort allt eftersom forskningen framskridit.
För det andra bör inget mycket stort objekt som en gasjätte finnas i eller relativt nära den beboeliga zonen, något som skulle kraftigt störa och kanske helt förhindra skapandet av jordliknande planeter. Asteroidbältet till exempel är resterna av en stor mängd materia som aldrig lyckades bilda en planet på grund av Jupiters kraftiga gravitationsfält. Om Jupiter istället skulle ha befunnit sig i det inre solsystemet skulle jorden inte troligt ha utvecklats till dess nuvarande form. Dock kan man tänka sig att månar till dessa gasjättar i en beboelig zon skulle kunna vara beboeliga under vissa förhållanden.
Förut ansågs det att inre stenrika planeter och yttre gasrika planeter, som i solsystemet, skulle vara det vanliga mönstret även för andra stjärnor. Men upptäckten av exoplaneter har törnat denna teori ordentligt då ett stort antal Jupiterliknande planeter eller större har upptäckts mycket nära dess stjärna. Men nuvarande data representerar antagligen en något sned syn på det hela då sådana supermassiva planeter nära sin stjärna är avsevärt mycket lättare att upptäcka än mindre eller mer avlägsna planeter.

### Låg variation av stjärnaktiviteten
Förändringar av luminositet är vanliga hos alla stjärnor, men omfattningen av sådana fluktuationer täcker ett vitt omfång. De flesta stjärnor är relativt stabila, men en betydande minoritet är variabla stjärnor som dåliga kandidater för att hysa planeter med liv då deras oförutsägbara energiutstrålning skulle påverka eventuella organismer negativt. Mest uppenbart skulle organismer som har utvecklats i en viss temperatur få svårt att överleva vid en plötslig och dramatisk förändring till en helt annan temperatur. Därutöver hör topparna i luminositet ofta samman med en stor mängd gamma- och röntgenstrålning vilket mycket väl kan döda eventuellt liv. Atmosfärerna mildrar sådana effekter (en ökning på 10 % av solens luminositet översätts inte automatiskt i en temperaturökning på jorden med 10 %), men de energirika strålningspulserna riskerar efterhand erodera bort atmosfären från planeterna. 
Solen hör till de stjärnor med relativt svaga periodiska förändringar av luminositet och har en variation på ungefär 0,1% över dess 11-åriga solcykel. Det finns stark (men omtvistad) bevisning för att även små förändringar av inkommande energi från solen har en betydande effekt på jordens klimat inom en historisk era. Den lilla istiden i mitten av förra årtusendet till exempel kan ha orsakats av en relativt långtida minskning av solens luminositet. En stjärna behöver därmed inte vara en sann variabel stjärna för att kunna ha skillnader i luminositet som påverkar beboeligheten. Av de kända stjärnor som påminner om solen anses 18 Scorpii ligga närmast solens egenskaper, tyvärr för möjligheterna för liv är den enda betydande skillnaden amplituden av solcykeln, vilken tycks vara betydligt större på 18 Scorpii.

### Hög metallicitet
Huvuddelen av materian i alla stjärnor är väte och helium, men hur mycket tyngre ämnen (främst metaller) som finns i stjärnorna varierar mycket. En hög andel metaller i en stjärna motsvarar en stor mängd tyngre ämnen tillgängliga i den protoplanetariska disken. En låg mängd metall minskar avsevärt chansen, enligt solnebulosateorin om solsystems skapelse, att planeter ska ha bildats runt en stjärna. De planeter som ändå bildas runt en metallfattig stjärna skulle sannolikt ha en låg massa och troligen vara olämpliga för liv. Spektroskopiska studier av solsystem där exoplaneter har hittats har så här långt bekräftat förhållandet mellan metallrika stjärnor och förekomsten av planeter. Stjärnor med planeter tycks i allmänhet vara tydligt mer metallrika än de stjärnor som inte verkar ha planeter.

## Planetära egenskaper

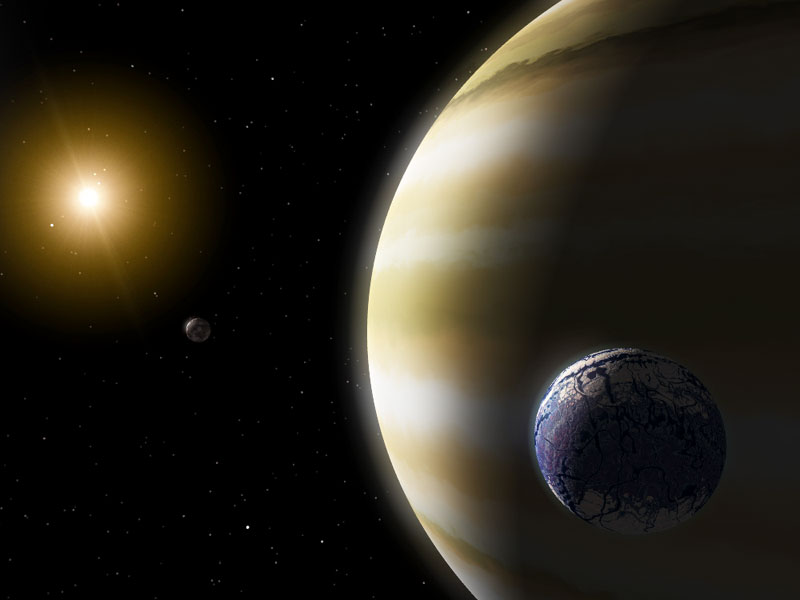
Månarna hos vissa gasjättar kan vara beboeliga.

Det främsta antagandet om beboeliga planeter är att de är jordlika. Sådana planeter ligger ungefär inom en ordning av magnitud från jordens massa och är främst uppbyggda av silikatsten och har inte samlat på sig de enorma gaslager av väte och helium som de yttre gasjättarna har. Liv som kan ha utvecklats i molntopparna på gasjättar har inte uteslutits, men det anses osannolikt eftersom de inte har någon yta, åtminstone inte vid annat än extrema tryck djupt nere i planetens inre. Dessa planeters månar däremot är heta kandidater för himlakroppar som kan uppehålla liv.
Genom analyser av vilka miljöer som är sannolika att stödja liv görs en skillnad mellan enkla encelliga organismer som bakterier och komplexa flercelliga organismer som djur. Encelliga organismer måste föregå flercelliga i alla hypotetiska evolutionsvägar och där encelliga organismer uppstår finns ingen garanti för att detta ska leda till mer komplexa varelser. De planetära egenskaperna som tas upp senare i avsnittet anses avgörande för liv generellt, men i varje fall bör kraven anses högre för flercelligt liv än för encelligt liv.

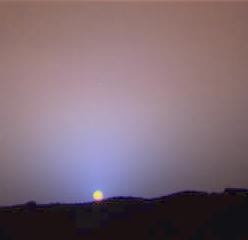
Mars, med dess tunna atmosfär, är kallare än jorden skulle vara vid samma avstånd från solen.

### Massa
Planeter med låg massa anses som dåliga kandidater för liv av två skäl. Först och främst gör deras låga gravitation det svårt att behålla en nämnvärd atmosfär. Gasmolekyler är mer sannolika att uppnå flykthastighet och förloras till rymden genom kollisioner med solvind eller andra partiklar i atmosfären. Planeter utan en tjock atmosfär saknar materia nödvändiga för primitiv biokemi, de har lite isolering och dålig värmetransport över ytan (till exempel Mars med dess tunna atmosfär som är kallare än jorden skulle vara på samma avstånd). Dessutom är temperaturområdet för när vatten är flytande generellt också mindre ju lägre atmosfärstrycket blir och det måste vara över 608 Pa för att vatten alls ska kunna existera i flytande form.
Men mindre planeter har även mindre diameter och därför mer yta i förhållande till volymen jämfört med dess större kusiner. Sådana kroppar tenderar att snabbt förlora energi efter sin skapelse och bli geologiskt döda, vilket gör att de saknar de vulkaner, jordbävningar och plattektonik som förser ytan med livsviktiga material och atmosfären med temperaturmodererande ämnen som koldioxid. Plattektonik verkar speciellt viktigt, åtminstone på jorden. Inte bara återför cykeln viktiga kemikalier och mineraler, den hjälper också biodiversiteten snabba upp genom skapandet av kontinenter och ökande miljökomplexitet. De konvektiva celler som styr plattektoniken är dessutom nödvändiga för att generera jordens magnetfält.
"Låg massa" är förstås ett relativt begrepp. Jordens massa anses som låg jämfört med solsystemets gasjättar, men den är den största, både räknat i diameter och massa, samt har högst densitet, av alla jordlika planeter. Den är stor nog att behålla en atmosfär enbart genom gravitationskraften och stor nog för att en smält kärna kvarstår som värmemotor i planetens inre (sönderfall av radioaktiva ämnen i jordens kärna är den främsta källan till värme), vilket driver en lång rad geologiska processer vid ytan. Mars å andra sidan är väldigt nära att kunna anses som geologiskt död och har troligen endast en mycket begränsad kvarstående geologisk aktivitet, planeten har också, delvis på grund av detta, förlorat större delen av dess atmosfär. Det brukar därför anses att den lägre gränsen för beboelighet ligger någonstans mellan Mars och Jorden. 0,3 jordmassor har föreslagits som en ungefärlig gräns för beboeliga planeter. Exceptionella omständigheter kan dock göra att liv kan uppehållas på långt mindre himlakroppar än så. Jupiters måne Io är mycket vulkaniskt aktiv på grund av de gravitationella krafter som Jupiters stora massa orsakar på månen. Närliggande Europa spekuleras ha ett mycket djupt hav med flytande vatten under en skorpa av is, även detta hav skulle ha skapats av gravitationella krafter. Saturnus måne Titan har lyckats behålla en tät atmosfär där biokemiska reaktioner skulle kunna vara möjliga. Dessa satelliter är undantag, men de visar att massa som ett kriterium inte kan anses definitiv.
Till sist är en stor planet trolig att ha en stor kärna av järn. Detta kan leda till ett magnetfält för att skydda planeten från solvinden som annars kan erodera bort planetära atmosfärer och bombardera levande organismer med joniserade partiklar. Massa är inte det enda kriteriet för att skapa ett magnetfält — en planet måste också rotera snabbt nog för att skapa en dynamoeffekt i dess kärna — men det är en viktig del av processen.

### Omloppsbana och rotation
Som med andra kriterier är stabilitet av kritisk vikt när man avgör vilken effekt olika banparametrar och rotation hos objekten har på dess möjlighet att uppehålla liv. Excentricitet är skillnaden mellan det närmaste och det längsta avståndet från sin stjärna en planet kommer i sin bana. En hög excentricitet betyder höga temperaturfluktuationer på planetens yta. Även om liv är bra på att anpassa sig kan levande organismer bara stå emot en viss mängd variation, speciellt om fluktuationerna överlappar både fryspunkten såväl som kokpunkten av vatten (eller möjligen andra vätskor för utomjordiskt liv). Om till exempel jordens hav skulle alternera mellan att koka och att bottenfrysa är det svårt att se hur liv som vi känner det skulle kunna utvecklas och överleva. En mer komplex organism är generellt mer känslig för temperaturförändringar än en enklare encellig organism. Jordens bana är en nästan perfekt cirkel med en excentricitet på mindre än 0,02. Med undantag för Merkurius har även de andra planeterna i solsystemet banor med relativt låg excentricitet.  
Data som har samlats in om excentriciteten hos exoplaneter har överraskat många då 90 % har en excentricitet större än vad som är normalt i solsystemet. Genomsnittet är på hela 0,25. Hög excentricitet betyder förmodligen en gräns för en planets beboelighet, men exakt var gränsen går för när problemet blir kritiskt är oklart.
En planets rörelser runt dess rotationella axel bör också nå vissa kriterier om liv ska anses sannolikt att ha utvecklats. Ett första antagande är att en planet inte ska ha alltför häftiga skillnader mellan olika säsonger men ändå inte sakna dem helt. Om en planet har liten eller ingen axellutning (oblikvitet) kommer säsonger inte inträffa och en stor stimulant till dynamik i biosfären skulle inte existera. Planeten skulle också vara kallare än den skulle vara med en betydande lutning med den största strålningsintensiteten alltid koncentrerad till ett par grader runt ekvatorn. Varmt väder skulle inte kunna röra sig mot polerna och världen skulle domineras av polarvädersystem.
Om en planet å andra sidan har en kraftig lutning skulle säsongerna bli extrema vilket skulle göra det svårt för biosfären att uppnå homeostas. Även om man har sett under kvartär att högre axellutning har sammanfallit med reducerad polaris, varmare temperaturer och mindre variation mellan säsongerna; är det osäkert om denna trend skulle fortsätta vid ännu högre axellutningar (se snöbollsjorden). 
De precisa effekterna av dessa förändringar kan bara datormodelleras för närvarande och studier har visat att även extrema lutningar på upp till 85 grader inte definitivt utesluter liv. Inte bara genomsnittlig axellutning bör övervägas utan även dess variation över tiden. Jordens axellutning varierar mellan 21,5 och 24,5 grader över en period av 41 000 år. Mars, som inte har en stabiliserande måne och som påverkas starkare av Jupiter, upplever dramatiskt högre variationer. En sådan kraftig variation, speciellt om den kommer med korta cykler, skulle kunna orsaka problem för livet.
Andra banparametrar som det tas hänsyn till:
- Planeten bör rotera relativt snabbt så att dygnscykeln inte är för lång. Om en dag tar flera år kommer temperaturskillnaderna mellan dag och natt bli extrema vilket påminner om de problem en planet med extremt hög excentricitet skulle uppleva.
- Förändringar i riktningen av axelns rotation (precession) bör inte vara för kraftiga. Precession behöver inte i sig själv påverka beboeligheten eftersom den ändrar riktningen på lutningen och inte gradtalet. Men precession tenderar att förstärka variationer orsakade av andra avvikelser bland banparametrarna (se Milanković-cykler). Jordens precession sker med en cykel på 26 000 år.

Jordens måne fungerar som en form av ett ankare för jordens axellutning vilket i sin tur mildrar klimatvariationerna. Det har föreslagits att en kaotisk lutning kan vara avgörande för om en planet är beboelig eller inte, men andra ord skulle en stor satellit som jordens måne inte bara vara bidragande men faktiskt nödvändig för att skapa ett stabilt system där liv kan frodas. Denna åsikt är så här långt omtvistad.

### Geokemi
Det är generellt antaget att utomjordiskt liv som kan existera kommer att vara baserat på samma grundläggande kemi som på jorden, eftersom de viktigaste grundämnena för liv som vi känner det, kol, väte, syre och kväve, också är de vanligaste kemiskt reaktiva ämnena i universum. Enkla biogeniska ämnen, som aminosyror, har hittats i meteoriter och i den interstellära rymden. Dessa fyra element står tillsammans för 96 % av jordens samlade biomassa. Kol har en unik förmåga att bilda bindningar till andra kolatomer och skapa stora molekyler med avancerad och varierad struktur. Detta gör den ideal som material för de komplexa mekanismer som bildar levande celler. Väte och syre, i formen av vatten, bildar ett lösningsmedel för livet i vilket de biologiska processerna kan äga rum och i vilken de första reaktionerna skedde som ledde till livets uppståndelse. Energin som frigörs vid skapandet av den kraftfulla kovalenta bindningen mellan kol och syre, tillgänglig genom oxidering av organiska ämnen, är bränslet för alla komplexa livsformer. Dessa fyra element tillsammans bildar aminosyror, som i sin tur är byggstenar för proteiner, substansen för levande vävnad.
Relativ mängd i rymden behöver inte alltid reflekteras av förhållandet mellan ämnen inom planeterna. Av de fyra ämnena livet är beroende av till exempel är bara syre närvarande i nämnvärd mängd i jordens skorpa. Detta kan delvis förklaras med det faktum att flera av dessa ämnen, som väte och kväve, tillsammans med deras enklaste och vanligaste föreningar som koldioxid, kolmonoxid, metan, ammoniak och vatten är i gasform vi höga temperaturer. I den heta regionen nära solen skulle dessa flyktiga ämnen inte ha spelat en viktig roll i planeternas geologiska skapelse. Istället fångades de under de nyligen skapade skorporna, vilka till största delen består av steniga, fasta material som silikat (ett ämne som består av kisel och syre vilket förklarar syrets vanliga förekomst). Utgasning av flyktiga ämnen genom de första vulkanerna skulle ha bidragit till skapandet av planeternas atmosfärer. Det berömda Miller-Urey-experimentet visade att med tillgänglig energi kan aminosyror bildas från syntes av de enkla ämnen som jordens atmosfär ansågs ha bestått av i dess tidiga historia. Detta experiment använde sig dock av en annan sammansättning av atmosfären än vad som nu tros vara fallet för den tidiga jorden. Vid experiment med de nya förutsättningarna bildas fortfarande aminosyror, men i betydligt mindre omfattning.
Trots all utgasning av flyktiga gaser från jordens inre anses de inte ha kunnat stå för de stora mängder vatten som finns i jordens hav. Den största delen tros istället ha kommit från den yttre delen av solsystemet där vattnet kunde existera i fast form. Kometer som kolliderar med jorden under solsystemets tidiga period bör ha deponerat stora mängder vatten på de inre planeterna, tillsammans med andra flyktiga ämnen som livet behöver (inklusive aminosyror), vilket gav en snabbstart för livets evolution på jorden.
Därmed finns anledning att anta att även om de fyra "livsämnena" bör finnas tillgängliga även på andra platser så krävs förmodligen också tillförsel av stora mängder materia från de yttre delarna av ett solsystem. Utan dessa kometer är det mycket möjligt att liv som vi känner det inte skulle existera på jorden.

## Alternativa stjärnsystem
När astronomer bedömer möjligheterna för liv har man oftast fokuserat på stjärnor som liknar solen. Men man har också börjat utforska möjligheten till liv i system mycket olika vår eget.

### Binära system
Vanliga uppskattningar föreslår att omkring hälften av alla stjärnor i själva verket är dubbelstjärnor. Detta kan komma visa sig vara något felaktigt då de massiva och ljusa stjärnor som är enklast att undersöka oftare är en del av ett flerstjärnigt system än mindre stjärnor. Men ett stort antal stjärnor ingår fortfarande i sådana system, troligen minst en tredjedel.
Separationen mellan stjärnor i ett binärt system kan variera från mindre än en astronomisk enhet (AU, avståndet mellan jorden och solen), till flera hundra. I det senare fallet kommer de gravitationella effekterna på en planet runt en annars lämplig stjärna vara negligerbara och dess potential att stödja liv kommer inte påverkas annat än om binärstjärnans bana är högt excentriskt. Men när separationen är avsevärt lägre kan en stabil bana vara omöjlig. Om en planets avstånd till dess stjärna är större än en femtedel av avståndet till den andra stjärnan kan stabilitet i banan inte garanteras. Om planeter alls kan bildas i binära stjärnsystem har länge varit en het debattfråga bland astronomer, med tanke på att de gravitationella krafterna kan störa skapelsen av planeterna. Teoretiska studier av Alan Boss vid Carnegie Institute har dock visat att gasjättar kan bildas runt stjärnor i binära stjärnsystem lika gärna som de bildas runt ensamma stjärnor.
En studie av Alfa Centauri, det närmaste stjärnsystemet från solen, tyder på att binära stjärnor inte behöver bortses från i jakten på beboeliga planeter. Centauri A och B har ett avstånd på 11 AU när de är som närmast och 23 AU i snitt, och båda bör ha stabila beboeliga zoner. En studie av omloppsbanors stabilitet för simulerade planeter i systemet visar att planeter inom ungefär 3 AU troligen är stabila. Den beboeliga zonen för dessa stjärnor har beräknats till ungefär 1,2 - 1,3 AU och 0,73 - 0,74 AU för Centauri A respektive Centauri B, väl inom den stabila regionen i båda fallen.

### Röda dvärgsystem

Relativa stjärnstorlekar och fotosfäriska temperaturer. En planet runt en röd dvärg som den visad här skulle behöva ha en bana nära sin stjärna för att uppnå jordliknande temperaturer, vilket sannolikt skulle orsaka bunden rotation.

Att avgöra beboeligheten hos röda dvärgar skulle betyda mycket för att avgöra hur vanligt liv kan vara i universum eftersom de står för upp till 90 % av alla stjärnor i galaxen. bruna dvärgar är sannolikt ännu vanligare, men de klassificeras generellt inte som stjärnor och kan inte stödja liv som vi förstår det eftersom den lilla värme de genererar snabb försvinner.
Under många år har astronomer varit mycket skeptiska till liv på röda dvärgar. Deras blygsamma storlek (från 0,1 till 0,6 solmassor) betyder att deras kärnreaktioner fortskrider exceptionellt långsamt och att de sänder ut mycket lite ljus (från 3 % till så lite som 0,01 % av solens luminositet). En planet i en bana runt en röd dvärg skulle behöva befinna sig mycket nära stjärnan för att uppnå jordlika temperaturer. Avstånden handlar om från ungefär 0,3 AU (strax innanför Merkurius bana) för en stjärna som Lacaille 8760 till så lite som 0,032 AU för en stjärna som Proxima Centauri En sådan värld skulle ha ett år som endast varar 6,3 dagar. Vid dessa avstånd skulle stjärnans gravitation orsaka bunden rotation. Den belysta sidan av planeten skulle för alltid vara riktat mot stjärnan medan nattsidan för alltid skulle vara riktad från den. Det enda sättet potentiellt liv skulle kunna undvika antingen ett inferno eller en djupfrys är om planeten har en atmosfär tjock nog för att effektivt sprida ut temperaturen från dagsidan till nattsidan. Det antogs länge att en så tjock atmosfär skulle hindra solljus från att nå marken och därmed inte tillåta fotosyntes.
Denna pessimism har till stor del tagits tillbaka den senaste tiden som ett resultat av nya forskningsresultat. Studier av Robert Haberle och Manoj Joshi vid NASAs Ames Research Center i Kalifornien har visat att en planets atmosfär (om man antar att den innehåller växthusgaserna CO2 och H2O) inte behöver vara tätare än 100 millibar, motsvarande 10 % av jordens atmosfär, för att effektivt föra över stjärnans värme till nattsidan. Det är väl inom gränserna som krävs för fotosyntes, men vatten kan fortfarande frysa till is på nattsidan i vissa av modellerna. Martin Heath vid Greenwich Community College har visat att havsvatten också kan cirkuleras effektivt utan att frysas till is om oceanerna är djupa nog för att tillåta fritt flöde under nattsidans istäcke. Vidare studier som inkluderar mängden fotosyntetiskt aktiv strålning tyder på att planeter med bunden rotation i dvärgsystem kan åtminstone vara beboeliga för växter.
Storleken är dock inte den enda faktorn som indikerar att röda dvärgar kan ha svårt att stödja liv. Fotosyntes som vi förstår det skulle kompliceras av det faktum att röda dvärgar producerar den största delen av sin strålning i den infraröda spektrumet och på jorden är processen beroende av synligt ljus. Det finns dock potentiella fördelar med ett sådant system. Bunden rotation skulle göra att växterna aldrig behöver vrida sig efter solen, drabbas av ändringar av skuggor och solmönster eller slå om från fotosyntes till lagrad energi under natten. Eftersom en dygnscykel saknas skulle växter på dagsidan kunna ta emot strålning oavbrutet.
Röda dvärgar är generellt betydligt mer variabla och våldsamma än deras större kusiner. Ofta är de täckta i solfläckar som kan minska utsänt ljus med upp till 40 % i månader i sträck, medan de kan skicka ut gigantiska flares i våldsamma utbrott som kan dubbla deras ljusstyrka inom ett fåtal minuter. Sådana variationer skulle troligen vara mycket skadliga för liv eftersom det inte bara skulle förstör komplexa molekyler som möjligen kan bilda biologiska föregångare, utan även skulle blåsa bort stora delar av en planets atmosfär. Om en planet ska kunna skydda liv så nära en röd dvärg måste den ha ett snabbt roterande magnetfält som kan avstyra partikelstormarna effektivt. Men planeter med bunden rotation har en mycket långsam rotation, ett varv per år, vilket betyder att den inte kan skapa en dynamo i dess kärna. Men den våldsamma perioden hos en röd dvärg uppskattas avta efter ungefär 1,2 miljarder år. Om en planet skapas nog långt bort för att undvika bunden rotation under den första våldsamma perioden och sedan migrerar närmare stjärnan är det möjligt att liv kan ha en chans att uppstå.
Röda dvärgar har dock en stor fördel gentemot andra stjärnor, de lever extremt länge. Det tog 4,5 miljarder år för mänskligheten att uppträda på jorden och liv som vi känner till det kommer kanske bara få uppleva lämpliga förhållanden under en halv miljard år till innan solens luminositet har ökat för mycket. Röda dvärgar å sin sida, speciellt de mindre varianterna, kan leva flera hundra miljarder år på grund av dess långsamma nukleosyntes vilket ger livet lång tid på sig att uppstå och utvecklas. Vidare uppvägs den låga chansen att hitta en planet i den förhållandevis smala beboeliga zonen hos en röd dvärg av det faktum att de är så vanliga. Den totala mängden beboelig zon är troligen ungefär lika stor hos alla röda dvärgar tillsammans som den är runt alla solliknande stjärnor tillsammans. Den första tänkbart jordlika planet som har upptäckts, Gliese 581 c har upptäckts vid den varma gränsen av den beboeliga zonen och dess stjärna, Gliese 581 är mycket riktigt en röd dvärg.

## Andra överväganden

### Alternativ biokemi
Medan de flesta studierna av eventuellt utomjordiskt liv börjar med antagandet att avancerade livsformer måste ha liknande krav som för liv på jorden, finns hypoteser om alternativ biokemi som föreslår möjligheten till livsformer som utvecklas runt en metabolism som är olik från vad som är känt på jorden. Det finns en möjlighet att andra ämnen bortom de nödvändiga på jorden kan bilda en biokemisk bas för liv på andra platser. Tanken om biokemiska cykler som inte är kolbaserade är främst känd från science fiction. 

### "Snälla gasjättar"
"Snälla gasjättar" (eng. "Good Jupiters") är gasjättar som precis som solsystemets Jupiter har en bana runt dess stjärna långt nog från den beboeliga zonen för att inte störa den, men nära nog för att skydda jordlika planeter i en närmare bana på två kritiska sätt. Det första är att det stabiliserar deras bana och därmed dess klimat. Det andra är att de håller det inre solsystemet ganska rent från kometer och asteroider som annars skulle kunna ha förödande konsekvenser. Jupiters bana befinner sig ungefär 5 gånger längre bort från solen än jorden. Detta är ungefär avståndet man skulle förvänta sig att hitta snälla gasjättar i andra solsystem. Jupiters roll som solsystemets "dammsugare" illustrerades väl 1994 när kometen Shoemaker–Levy 9 slog ner på gasjätten. Hade Jupiters gravitation inte fångat kometen hade den funnits kvar och kunnat kollidera med en planet i det inre solsystemet vid ett senare tillfälle.
Tidigt i solsystemets historia kan Jupiters ha spelat en på sätt och vis motsatt men möjligen ändå viktig roll. Den ökade excentriciteten hos asteroidbältets banor och orsakade många att korsa jordens bana vilket försåg planeten med flyktiga ämnen. Innan jorden hade nått hälften av dess nuvarande massa slungades iskroppar från Jupiter/Saturnus-regionen och asteroidbältet in i jorden av de gravitationella effekterna från Jupiter och till viss mängd även Saturnus. Därmed är de inte bara värdefulla sköldar nu, de hjälpte också till att förse jorden med för livet viktiga material tidigt i solsystemets historia.
I kontrast till vår "snälla Jupiter" har man upptäckt en rad Jupiterliknande objekt som har en omloppsbana för nära den beboeliga zonen men inte i den i andra solsystem (till exempel 47 Ursae Majoris). Det finns också de som har en så pass elliptisk bana att de korsar den beboeliga zonen (som 16 Cygni B) vilket skulle göra det mycket svårt, för att inte säga omöjligt, för en jordlik planet att existera i systemet.

### Det galaktiska grannskapet
Man har också övervägt möjligheten att det finns vissa områden i galaxen som är mer lämpliga för liv än andra. Sedan det numera (2005) är fastlagt att Vintergatan är en stavspiral, kommer även andra platser än en torusformad zon ifråga. Platsen som solsystemet befinner sig i, i den lilla Orionarmen i galaxens yttre delar, anses vara en fördelaktig plats:
- Den är inte i en klotformig stjärnhop där en hög stjärndensitet kan vara skadligt för liv med tanke på omfattande strålning och gravitationella störningar. Klotformiga stjärnhopar är också ofta främst uppbyggda av äldre, sannolikt metallfattiga, stjärnor.
- Den är inte nära en aktiv källa av gammastrålning.
- Den är inte nära den galaktiska kärnan där stjärndensiteten återigen ökar risken för skadlig strålning (till exempel från magnetarer och supernovor). Ett eller flera supermassiva svarta hål tros också finnas i galaxens centrum, vilka av förklarliga skäl inte är bra att komma för nära.

Solens relativt isolerade position tycks därmed vara vad ett livsuppehållande system behöver. Om solen var trängd bland andra stjärnor skulle risken för att vara dödligt nära kraftiga strålningskällor öka avsevärt. Vidare skulle nära grannar kunna störa stabiliteten hos objekt i Kuiperbältet och Oorts kometmoln vilket skulle kunna få ett stort antal att rusa in mot det inre solsystemet där de kan orsaka stor förödelse.
Medan för täta koncentrationer av stjärnor har visats vara negativt gäller det samma för extrem isolation. En stjärna så metallrik som solen skulle inte sannolikt ha skapats i de yttersta delarna av galaxen på grund av förhållandet mellan förekomsten av metaller och skapandet av stjärnsystem. Därför är en "förortsposition", som vår egen, sannolikt att föredra framför galaxens centrum eller de extrema utkanterna.

### Livets påverkan på beboelighet
Ett tillägg till faktorerna som stödjer livets uppkomst är det faktum att livet självt, när det väl har bildats, själv blir en faktor för beboeligheten. Ett viktigt exempel på jorden var produktionen av syre av primitiva cyanobakterier och så småningom växter, vilket ledde till en drastisk förändring av sammansättningen av atmosfären. Detta syre skulle visa sig vara fundamentalt för senare arter, till exempel människan.
Sambandet mellan liv och efterföljande beboelighet har utforskats på flera sätt. Gaiahypotesen, en klass av vetenskapliga modeller av geo-biosfären som först togs fram av James Lovelock 1975, argumenterar att livet i sin helhet fostrar och upprätthåller lämpliga förhållanden för sig själv genom att hjälpa till att skapa planetära miljöer som passar dem. Den mest dramatiska tolkningen av Gaia är att planetära system uppför sig som en sorts organism. De mest framgångsrika livsformerna förändrar sammansättningen av luften, vattnet och jorden på sätt som gör deras fortsatta existens mer säker. Detta är en kontroversiell förlängning av de accepterade lagarna inom ekologin.
Följderna av att biota skulle inneha ett gemensamt förutseende kan utmanas som ovetenskapligt och icke verifierbart. Forskare inom huvudfåran har dock kommit till liknande slutsatser, utan att nödvändigtvis acceptera teleologin antydd av Lovelock. David Grinspoon har föreslagit en "Levande världars-hypotes" (eng. "Living Worlds hypothesis") i vilken vår uppfattning om beboelighet inte kan separeras från liv som redan existerar på en planet. Planeter som är geologiskt och meteorologiskt levande är väsentligt mycket mer sannolika att också vara biologiskt levande och en "planet och dess liv kommer samutvecklas."
År 2004 publicerades boken The Privileged Planet där astronomen Guillermo Gonzalez och filosofen Jay Richards utforskar möjligheten till en länk mellan beboeligheten hos en planet och dess lämplighet för att observera resten av universum. Denna idé om en "privilegierad" position för jordens liv är omtvistad på grund av dess filosofiska följder, speciellt vad vissa anser ett brott av den Koperniska principen.

### Mikromiljöer
Ytterligare en komplicerande faktor i sökandet efter beboeliga planeter är att bara en liten del av en planet behöver vara beboelig för att stödja visst liv. Astrobiologer anser sig själva ofta som mikromiljöforskare eftersom "det saknas en fundamental förståelse av hur evolutionära krafter, som mutation, selektion och genetisk drivkraft fungerar i mikroorganismer som agerar på och svarar till föränderliga mikromiljöer."
Till exempel kan en planet som annars är oförmögen att upprätthålla en atmosfär på grund av de kraftiga solvindarna i dess närhet kanske göra så i en djup skuggad klyfta eller vulkanisk grotta. Carl Sagan utforskade exempel av detta koncept i solsystemet och utvärderade i en artikel 1976 möjligheten att organismer som alltid är luftburna kan överleva i Jupiters övre atmosfär, trots det faktum att Jupiters yta utan tvivel är obeboelig.